# Schöning (Delbrück)
Schöning ist ein kleines zur Stadt Delbrück gehörendes Dorf im Kreis Paderborn. Es leben dort 1557 Einwohner.
Das Dorf liegt in einer von Landwirtschaft, insbesondere Geflügelzucht und Spargelanbau, geprägten Landschaft südlich der hier noch jungen Ems.

## Geschichte
Auf dem Sporckhof in Schöning wurde, vermutlich im Jahre 1595, der Bauernsohn und spätere Graf Johann Sporck geboren. Johann Graf von Sporck diente im Dreißigjährigen Krieg. Kaiser Leopold I. ernannte ihn im Jahre 1664 zum Oberbefehlshaber der kaiserlichen Kavallerie und erhob ihn in den Reichsgrafenstand. Graf von Sporck starb 1679 auf dem Gut Hermannstädtel in Böhmen. Die Realschule Delbrück trägt seinen Namen.
Schöning gehörte früher zusammen mit den Nachbarorten Lippling und Steinhorst zur Gemeinde Westerloh. Mit der Gebietsreform, die am 1. Januar 1975 in Kraft trat, wurden sie Stadtteile von Delbrück.

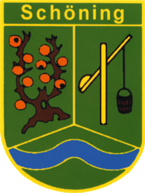
Wappen von Schöning
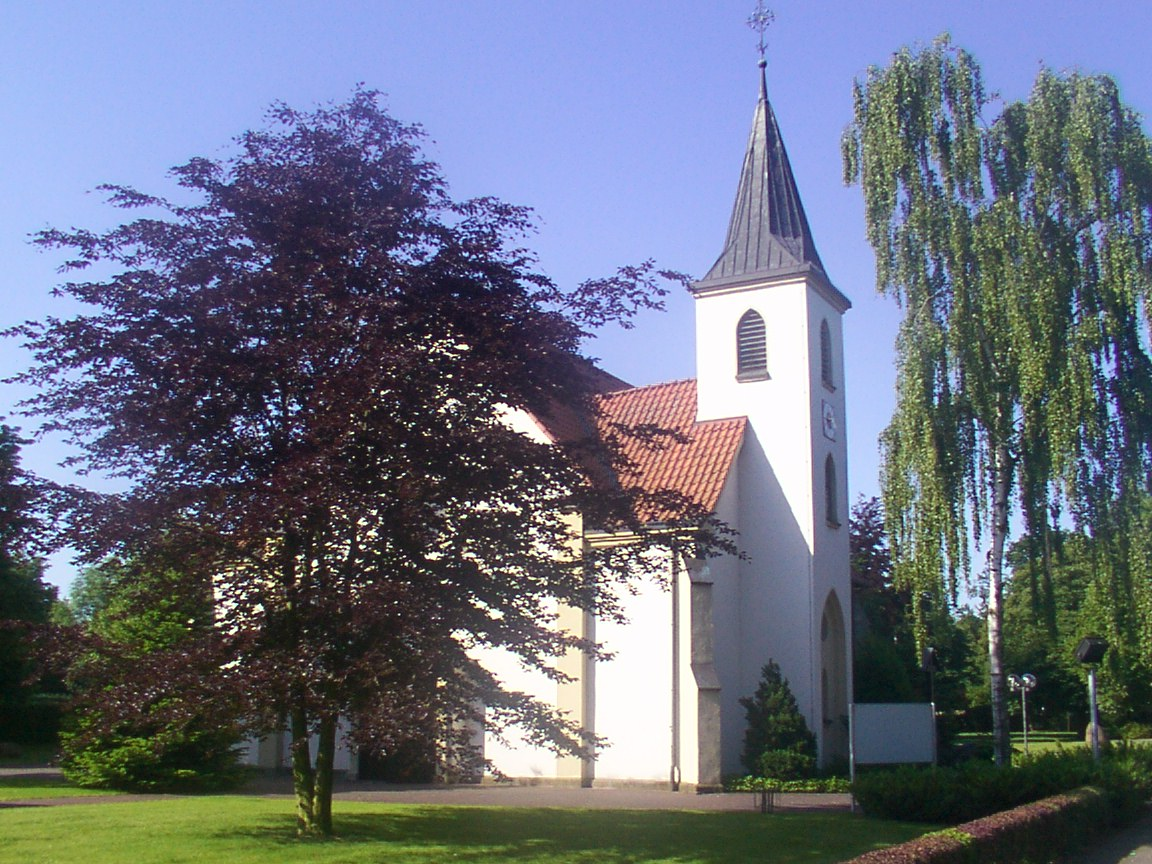
Katholische Kirche „St. Meinolf“ in Schöning
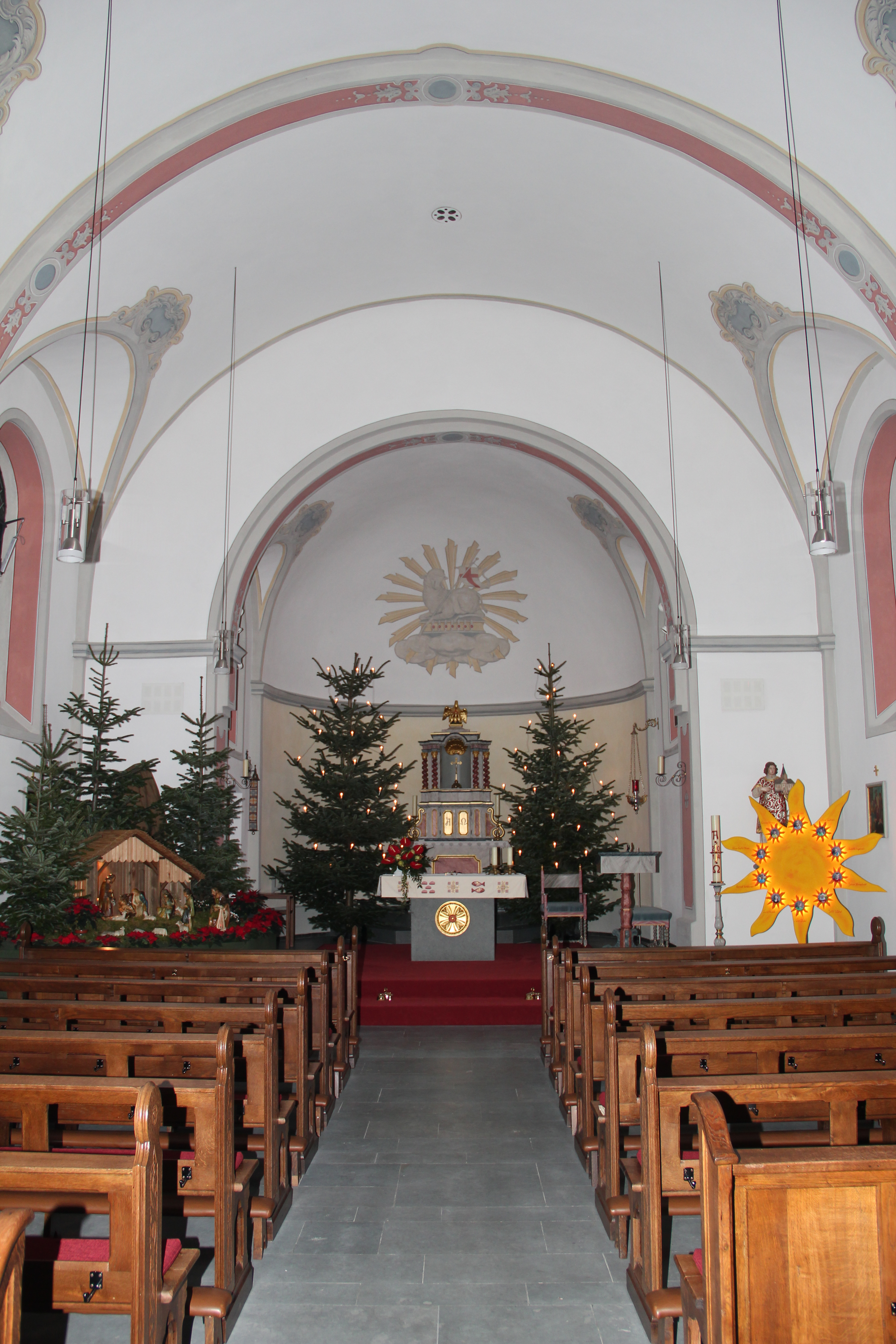
Innenansicht der Sankt-Meinolf-Kirche in Schöning

## Sehenswürdigkeiten
- Als Bauwerk ist die katholische Kirche Sankt Meinolf zu nennen.
- In Schöning befindet sich seit 1967 das Familienunternehmen Tierpark Nadermann. Auf etwa acht Hektar Fläche werden mehrere hundert Tiere, unter anderem verschiedene Raubtierarten, gehalten. Der Tierpark hat als Ausflugsziel regionale Bedeutung.